# 西陂街道
西陂街道，是中华人民共和国福建省龙岩市新罗区下辖的一个乡镇级行政单位。

## 行政区划
西陂街道下辖以下地区：
华龙厂社区、西山村、陈陂村、条围村、排头村、大洋村、石桥村、小洋村、张白土村、黄竹坑村、赤坑村、崆口村、紫阳村、南石村和园田塘村。